# RS Tera

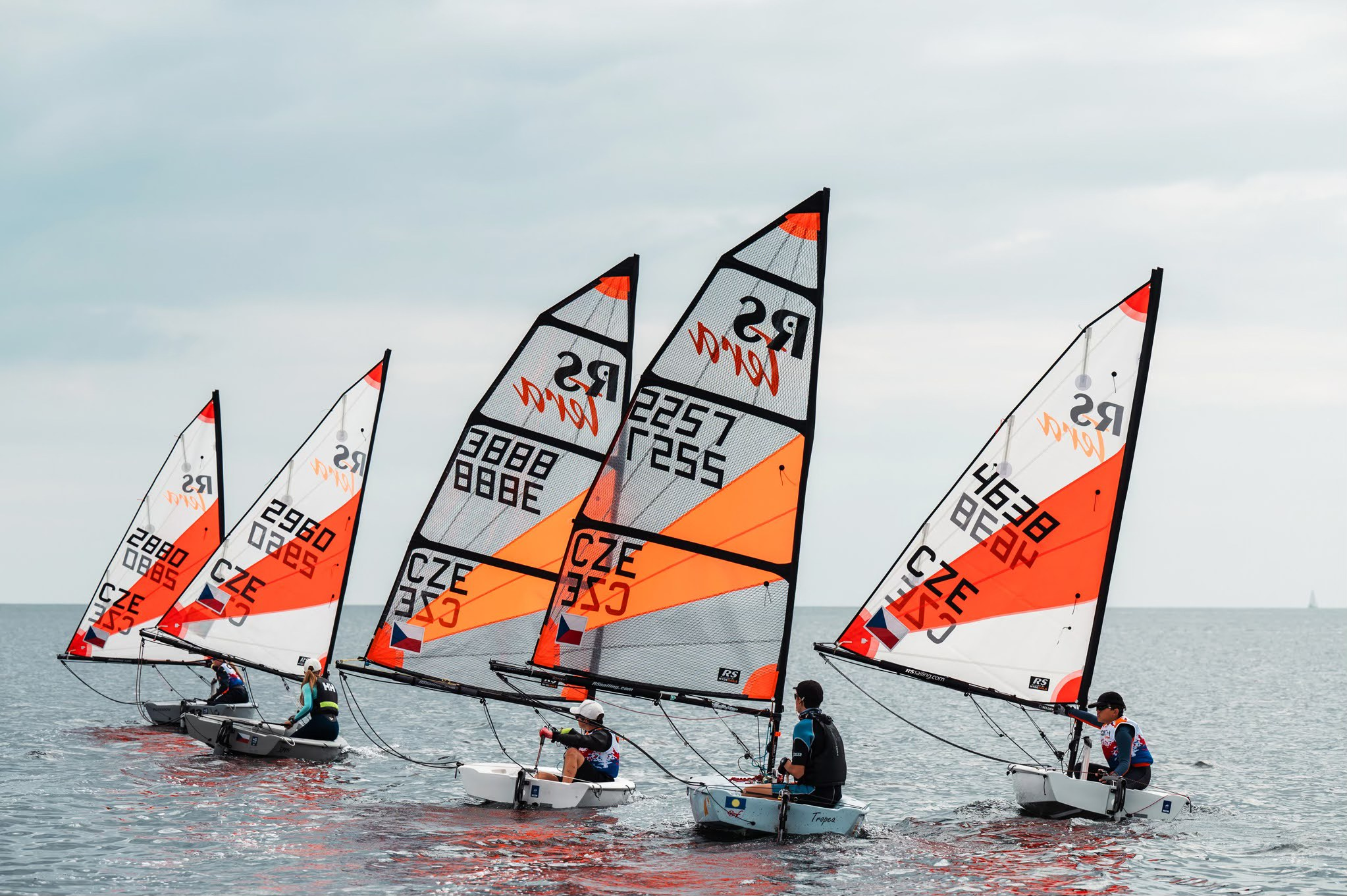
Plachetnice RS Tera

RS Tera je jednoposádková plachetnice pro děti a mládež (s možností jízdy menších dospělých osob). 

## Provedení a design
RS Tera je malá bezúdržbová plachetnice s trupem z trojvrstvého PE plastu (Comptec PE3), dostupná ve dvou variantách oplachtění – RS Tera Sport a RS Tera Pro.
Obě varianty obsahují identickou kompletní plachetnici s ráhnem a dvoudílným stěžněm. Kdy jednoduchým otočením horní časti stěžně dojde k jeho prodloužení s možností umístění větší plachty „Pro“ na loď. 
RS Tera Sport je závodní varianta plachetnice RS Tera s dakronovou plachtou o ploše 3,5 m2 pro posádky s hmotností od 30 kg. Pro tréninkové účely plachta Sport umožňuje průběžné zmenšování plachty (refování) podle síly větry.
RS Tera Pro je závodní varianta plachetnice RS Tera s mylarovou plachtou o ploše 4,6 m2 pro posádky s hmotností od 40 kg do 70 kg.

## Popularita
Na každoročním Mistrovství světa pravidelně startuje 80 plachetnic RS Tera z více než 8 zemí světa. RS Tera je aktivní lodní třída pro mládež na vodách v Čechách a na Moravě.

## Mezinárodní a národní podpora
Majitelé a jachtaři na lodích RS Tera jsou po celém světě organizováni v mezinárodní International RS Tera Class Association a sítí národních National Class Associations, které pořádají Mistrovství Evropy, světa a regionální mistrovství.
V ČR se organizací lodní třídy RS Tera věnuje Asociace lodních tříd RS, která je členem Českého svazu jachtingu.
Mistrovství světa RS Tera 2025 proběhlo v České republice na Lipně.

## Specifikace plachetnice RS Tera
| Designér                         | Paul Handley (UK)                                                                    |
| Délka                            | 2,87 m                                                                               |
| Šířka                            | 1,22 m                                                                               |
| Hmotnost                         | 39 kg                                                                                |
| Velikost oplachtění              |                                                                                      |
| Hlavní dakronová plachta "Sport" | 3,5 m²                                                                               |
| Hlavní mylarová plachta "PRO"    | 4,6 m²                                                                               |
| Stěžeň – hliníkový profil        | dělitelný na 2 části pro snadnou přepravu a možnost umístění 2 typů hlavních plachet |
| Ráhno – hliníkový profil         | jednodílné                                                                           |
| Ploutev a kormidlo               | plovoucí, hliníkový profil, moderní tvar                                             |